# George McGovern
George Stanley McGovern (ur. 16 lipca 1922 w Avon, zm. 21 października 2012 w Sioux Falls) – amerykański polityk Partii Demokratycznej, kongresmen i senator ze stanu Dakota Południowa, kandydat w wyborach prezydenckich 1972. Pełnił funkcję globalnego ambasadora ONZ ds. światowego głodu.

## Przed rozpoczęciem kariery politycznej
McGovern urodził się w miejscowości Avon w stanie Dakota Południowa. W czasie wojny był pilotem bombowca B-24 Liberator. Ukończył historię na Northwestern University w Evanston w stanie Illinois, a później wykładał na Dakota Wesleyan University w Mitchell w Dakocie Południowej.

## Kariera polityczna
Został wybrany w skład Izby Reprezentantów w 1956. Bez sukcesu kandydował do Senatu w 1960, pokonany przez republikańskiego konkurenta. Następnie został pierwszym dyrektorem programu rządowego działającego przy administracji prezydenta Johna F. Kennedy’ego Żywność dla pokoju.
Kandydował ponownie do Senatu w wyborach w 1962 i wygrał je. Pełnił mandat przez trzy kadencje do 1980.

## Kandydat na prezydenta
McGovern należał do najbardziej liberalnego skrzydła Partii Demokratycznej. Był zdecydowanym przeciwnikiem wojny w Wietnamie.
Po samoeliminacji senatora Teda Kennedy’ego (po wypadku, w którym śmierć poniosła jego młoda sekretarka), McGovern uzyskał nominację prezydencką Demokratów w wyborach 1972, pokonując kilku rywali, między innymi byłego wiceprezydenta Huberta Humphreya, gubernatora Alabamy George’a Wallace’a (na którego dokonano nieudanego zamachu w trakcie kampanii) i senatora Edmunda Muskie’ego.
Swoim pierwszym wiceprezydenckim kandydatem McGovern mianował senatora Thomasa Eageltona, ale po ujawnieniu, że ten odbywał kurację psychiatryczną, którą zataił, nominat rozstał się z nim i na jego miejsce mianował szwagra Kennedy’ego Sargenta Shrivera.
W listopadowych wyborach prezydenckich McGovern został pokonany przez urzędującego republikańskiego prezydenta Richarda Nixona stosunkiem 60,7 do 37,5%. McGovern uzyskał większość tylko w stanie Massachusetts i Dystrykcie Kolumbia, zdobywając jedynie 17 głosów elektorskich przeciwko 520 zgromadzonych przez Nixona. Jeden głos padł na kandydata partii libertariańskiej.
McGovern bez powodzenia ubiegał się o ponowną nominację w wyborczym roku 1984.

## Dalsza kariera
McGovern odszedł z Senatu, kiedy wyborcy odmówili mu zaufania na czwartą kadencję. W latach 1998–2001 pełnił funkcję ambasadora ONZ ds. rolnictwa i żywności. W 2001 mianowany został globalnym ambasadorem ds. światowego głodu.
W wyborach 2004 roku poparł generała Wesleya Clarka w jego staraniach o uzyskanie nominacji Partii Demokratycznej na prezydenta USA.
McGovern mieszkał w Stevensville w Montanie.